# Coëtmieux
Coëtmieux település Franciaországban, Côtes-d’Armor megyében. Lakosainak száma 1840 fő (2022. január 1.). Coëtmieux Andel, Hillion, Pommeret és Lamballe-Armor községekkel határos.

## Népesség
A település népességének változása:
| Lakosok száma | 624  | 1041 | 1236 | 1482 | 1693 | 1781 | 1772 | 1781 | 1792 | 1840 |
|               | 1968 | 1982 | 1990 | 2006 | 2013 | 2015 | 2017 | 2019 | 2020 | 2022 |